# Градина (издавачка кућа)
Градина је издавачка кућа основана у Нишу 15. децембра 1971. Постојала је од 1971. до 2012. године.

## Историја
Градина је издавачка кућа основана у Нишу 15. децембра 1971. с идејом да се подржи издавање часописа Градина. Мењала је правни статус у Издавачка радна организација (1980), Издавачко предузеће (1990), Друштвено издавачко предузеће (1995). После 2005. престала је издавачка делатност. Угашена је у стечајном поступку 16. маја 2012. године. Издавачка кућа је сем часописа Градина објавила и преко пет стотина књига.

## Директори
- 1971-1975 Видосав Петровић
- 1975 Добривоје Јевтић (в. д. директора)
- 1975-1981 Миомир Костић
- 1981-1989 Димитрије Миленковић
- 1989-1992 Севделин Андрејевић
- 1992-1994 Миомир Костић
- 1994-1998 Гордана Јовановић
- Божидар Војиновић
- М. Стојановић

## Главни уредници
- 1971-1989 Добривоје Јевтић
- 1989-1994 Ђокица Јовановић
- 1996-? Саша Хаџи Танчић
- 1997- Зоран Ћирић